# Przyjaciółki (film 1955)
Przyjaciółki (wł. Le amiche) – włoski film obyczajowy z 1955 roku w reżyserii Michelangelo Antonioniego. Zdjęcia kręcono w Turynie, a także w Sabaudii w regionie Lacjum.

## Obsada
- Eleonora Rossi Drago jako Clelia
- Gabriele Ferzetti jako Lorenzo
- Franco Fabrizi jako architekt Cesare Pedoni
- Valentina Cortese jako Nene
- Yvonne Furneaux jako Momina De Stefani
- Madeleine Fischer jako Rosetta Savoni
- Anna Maria Pancani jako Mariella
- Luciano Volpato jako Tony
- Ettore Manni jako Carlo
- Maria Gambarelli